# György Rába
Dans le nom hongrois Rába György, le nom de famille précède le prénom, mais cet article utilise l’ordre habituel en français György Rába, où le prénom précède le nom.
György Rába, né le 13 juin 1924 à Budapest et mort le 29 janvier 2011 dans la même ville, est un écrivain et critique littéraire hongrois.